# Colonia Pinos II
Colonia Pinos II är en ort i Mexiko, tillhörande Naucalpan de Juárez kommun i delstaten Mexiko. Colonia Pinos II ligger i den centrala delen av landet och tillhör Mexico Citys storstadsområde. Orten hade 307 invånare vid folkmätningen 2010. 2020 hade invånarantalet ökat till 1 128.